# Cadafais
Cadafais era una freguesia portuguesa del municipio de Alenquer, distrito de Lisboa.

## Límites
Limitaba al norte con la freguesia de  Santo Estevão; al sur con los municipios de Arruda dos Vinhos y Vila Franca de Xira; al este con la freguesia de Carregado y al oeste con la freguesia de Carnota.

## Historia
Fue suprimida el 28 de enero  de 2013, en aplicación de una resolución de la Asamblea de la República portuguesa promulgada el 16 de enero de 2013 al unirse con la freguesia de Carregado, formando la nueva freguesia de Carregado e Cadafais.

## Organización territorial
La freguesia de Cadafais está constituida por cinco pequeñas aldeas: Cadafais, Refugidos, Casais de Marmeleira, Preces y Carnota de Baixo. 
La aldea con más población de la freguesia de Cadafais es Casais da Marmeleira, conocida antiguamente como "Os Casais".

## Economía
Las tierras fértiles de la freguesia, dedicadas principalmente a la vid, completan la vasta gama de los vinos regionales del municipio de Alenquer.

## Patrimonio
- Estación arqueológica de Pedra de Ouro.